# Thomas Dinger
Thomas Dinger (28 de octubre de 1952 - 9 de abril de 2002) fue un músico, cantante y compositor alemán. Su hermano, Klaus Dinger, también es un músico que conformó algunas de las bandas más reconocidas de lo que se ha llamado krautrock, como Kraftwerk, Neu! y La Düsseldorf. Thomas Dinger tocó la batería en el último álbum de Neu! (Neu! '75), y luego conformó La Düsseldorf junto a su hermano y a Hans Lampe. El grupo editó tres álbumes y se separó, tras lo cual Thomas intentó tener una carrera solista. En 1999 creó 1-A Düsseldorf junto a Nils Kristiansen. Tras la muerte de Dinger (en el año 2002), el resto del grupo completó su último álbum, Pyramidblau como tributo.

## Discografía

### conNeu!
- Neu! '75 (1975)

### conLa Düsseldorf
- La Düsseldorf (1976)
- Viva (1978)
- Individuellos (1981)

### como solista
- Für Mich (1982)

### con1-A Düsseldorf
- Fettleber (1999)
- Königreich Bilk (1999)
- D.J.F. (2000)
- Live (2001)
- Pyramidblau (2003, tributo grabado por sus compañeros de grupo)